# Tonatia
Genre
Tonatia est un genre de chauves-souris.

## Liste d'espèces
Selon Mammal Species of the World (version 3, 2005)  (20 août 2014) :
- Tonatia bidens
- Tonatia saurophila
  - sous-espèce Tonatia saurophila bakeri
  - sous-espèce Tonatia saurophila maresi
  - sous-espèce Tonatia saurophila saurophila